# 双妹
双妹（英語：Shanghai Vive），原稱雙妹嚜 (Two Girls Brand)，是中国美妆品牌，1898年由馮福田创立于香港，1903年进驻上海，拥有上百年的历史，该品牌由中国历史上第一家化妆品公司廣生行持有。1950年代中國大陸开展公私合营政策後，廣生行的中國大陸業務被政府國有化，與上海明星化工等化妝品廠合併並組成上海家化。至此大陸業務已經跟廣生行無關，双妹嚜产品亦因此在中国大陆停产。
1950年代後廣生行在香港業務一直維持，且雙妹嚜產品一直繼續在香港生產和販售。廣生行後來投資香港地產，九十年代跟華人置業合營後，化妝品業務改稱廣生堂雙妹嚜，而廣生行繼續地產業務。2010年，上海家化联合股份有限公司重新启用双妹品牌。

## 历史
- 1898年，广东商人冯福田在香港创办广生行，双妹嚜品牌诞生。
- 1903年，广生行在塘山路成立上海发行所，双妹嚜正式登陆上海。
- 1910年，发行所搬至南京路475号，冯福田聘请关蕙农、杭稚英和郑曼陀等月份牌名家为双妹嚜绘制广告。
- 1911年，双妹嚜产品获中国优质金牌。
- 1915年，双妹嚜旗下产品“粉嫩膏”在美国旧金山巴拿马万国博览会上荣获金奖。双妹嚜被巴黎时尚界用“VIVE（极致）”来赞美。
- 1930年，广生行在上海塘山路设立分厂，改变了香港制造、上海销售的模式。
- 1940年至1950年，广生行在东南亚注册“双妹嚜”商标。
- 1956年，广生行上海厂与其他24家私营企业合并为上海家化联合股份有限公司，此后双妹嚜淡出中国大陆市场。
- 2010年，上海家化联合股份有限公司启用双妹品牌，并在欧美地区注册“双妹”商标，在东南亚地区注册“SHANGHAI VIVE”商标。[3]同年8月23日，双妹品牌店在和平饭店正式开业。[4]

## 实体店
- 和平饭店店（旗舰店）
- 田子坊店
- 米格天地店